# Urangaua
Urangaua – rodzaj chrząszczy z rodziny kózkowatych. 

## Zasięg występowania
Przedstawiciele tego rodzaju występują w  Ameryce Południowej od płd. Brazylii na płn. przez Paragwaj po Argentynę na płd..

## Systematyka
Do Urangaua zaliczane są 2 gatunki:
- Urangaua analis
- Urangaua subanalis